# Tlaquepaque
San Pedro Tlaquepaque is een stad in Jalisco in Mexico. Tlaquepaque heeft 575.942 inwoners (census 2010) en is de hoofdstad van de gemeente Tlaquepaque. Het was oorspronkelijk een losliggende stad, maar tegenwoordig is feitelijk een buitenwijk van Guadalajara. De naam komt uit het Nahuatl en betekent "plaats boven land van klei". Tlaquepaque is bekend vanwege haar aardewerk en glasblazerijen.
Het centrum van Tlaquepaque is bekend als El Jardín (de tuin), waarin zich twee belangrijke kerken en een markt bevinden. Elk jaar wordt hier San Pedro gevierd. Tlaquepaque is ook bekend vanwege haar mariachis.
El Salto · Guadalajara · Juanacatlán · Tlaquepaque · Tonalá · Zapopan